# Österreichische Naturschutzjugend
Die Österreichische Naturschutzjugend (önj) ist eine konfessions- und parteiungebundene Jugend- und Naturschutzorganisation in Österreich mit rund 10.000 Mitgliedern.
Das Hauptanliegen der 1952 von Eberhard Stüber gegründeten Organisation ist das bewusste Hinführen junger Menschen zu einem fundierten Naturverständnis. Die Aktivitäten sind geleitet vom Natur- und Ökologiegedanken: Natur entdecken - erleben - fühlen - beobachten - lieben lernen - verstehen - erforschen. So sollen Kinder, Jugendliche und Erwachsene zum aktiven Einsatz für bedrohte Tier- und Pflanzenarten und deren Lebensräumen begeistert werden.
Neben vielen Projekten im Bereich Natur und Ökologie ist ein wichtiger Schwerpunkt der önj die Schaffung von Öko-Inseln. Bedrohte und ökologisch wertvolle Lebensräume werden erworben und betreut. So konnte die Österreichische Naturschutzjugend in den vergangenen Jahrzehnten rund 100 Hektar bedrohte Naturlandschaften (hauptsächlich Feuchtwiesen, Augebiete, Moore) ankaufen und somit retten.
Die önj ist in verschiedenen Landes-, Regional- und Lokalgruppen organisiert. Europaweit ist sie mit anderen Jugendumweltorganisationen über Youth and Environment Europe (YEE) vernetzt.